# 王龙霞
王龙霞（1961年—），河南南阳人，汉族，中华人民共和国政治人物、第十一届全国人民代表大会广东地区代表。
毕业于洛阳工学院机械制造工艺设备专业，是中國共產黨党员。担任广东格兰仕集团有限公司知识产权办公室主任。2008年起担任全国人大代表。